# 保罗·比约格·姆巴
保罗·比约格·姆巴（法语：Paul Biyoghé Mba，1953年4月18日—），加蓬民主党成员。2009年7月17日任加蓬总理。

## 生平
姆巴出生于Komo-Mondah 部分的Donguila。曾经在法国雷恩大学学习工商管理，1977年至1980年他担任加蓬发展银行副总裁，1980年至1983年担任总统商业、工业和投资顾问，1983年至1984年任总统政治顾问。1984年至1989年任政府负责经济、金融和行政部门的副主任。1989年任贸易、消费和技术转让部长。
1990年，姆巴当选为国民议会议员，他离开政府，在1990年至1992年任国民议会副议长。1992年，他被哈吉·奥马尔·邦戈总统任命为负责国营改革和私有化事务的国务部长，并且在1993年担任邦戈竞选连任的司库。1994年2月27日，他辞去国务部长职务，随后加入反对派。
他离开邦戈领导的执政党加蓬民主党后，创建新党“共同发展运动”。 1994年至1996年他继续担任国民议会议员。1997年，他当选为新成立的参议院议员。1999年，他返回政府，被任命为中小型企业和工业部长。2002年11月，他创建的“共同发展运动”并入加蓬民主党。
2003年8月，姆巴改任贸易和工业发展部长，负责发展非洲新伙伴关系。2009年6月邦戈总统去世，国民议会议长罗贡贝任代总统，罗贡贝改组政府，姆巴出任农业、畜牧业和农村发展部长。
2009年7月16日，加蓬民主党宣布推选邦戈的长子、国防部长阿里·邦戈参加总统竞选。政府总理让·埃耶格·恩东于17日辞去总理职务，以独立候选人的身份参加总统竞选，加蓬代总统罗贡贝任命姆巴为新总理。